# Icticephalus
Icticephalus es un género extinto de terápsido terocéfalo que vivió durante el Pérmico Medio y el Pérmico Superior en la zona faunística de Tapinocephalus de Sudáfrica. La especie tipo es Icticephalus polycynodon, que fue nombrada por el paleontólogo sudafricano Robert Broom en 1915. También se han descrito especímenes de Icticephalus en la zona faunística de Cistecephalus. Broom originalmente situó a Icticephalus en la familia Scaloposauridae, un grupo de terocéfalos muy pequeños. Se considera que en realidad muchos de estos escaloposáuridos son formas juveniles de otros terocéfalos, por lo que esta agrupación ya no es reconocida como válida. Icticephalus y otros antiguos escaloposáuridos han sido reclasificados como miembros basales de la superfamilia Baurioidea.